# 水曜どうでしょうの企画
水曜どうでしょうの企画では、北海道テレビ（HTB）制作のバラエティ深夜番組『水曜どうでしょう』（1996年 - 2002年放送。以後、不定期に新作を放送）で放送された企画の中から、いわゆる「鈴井貴之・大泉洋らによる旅企画」（以下「鈴井・大泉の旅企画」）を中心に扱う。
企画によってはタイトルの表記違いがあるが、本項ではDVD「水曜どうでしょうDVD全集」を正式タイトルとする。未DVD化企画については暫定的に放送時のタイトルを用いる。

## 敢行企画
HTBで水曜日の深夜に放送された（1999年12月にゴールデンタイムに放送された「ゴールデンスペシャル サイコロ6」を含む）オリジナル放送の『水曜どうでしょう』で放送された企画を順に追って説明する。『リターンズ』および『Classic』、1997年夏に放送された午前の再放送、「ジャングル・リベンジ」以降に全国で放送された『水曜どうでしょう』の放送順序は各々異なるため記載しない。
斜体で記載されたタイトルは「鈴井・大泉の旅企画」以外の企画として初期に放送された回で、「初期企画」の項目で記述する。太字で記載されたタイトルは総集編として放送された回で、内容については「総集編」の項目で記述する。「hod」はHTBの動画配信サービス「hod（旧：HTB北海道 on デマンド）」で、「Ne」はNetflixで配信が行われている企画を指す。「VHS第○弾」は「水曜どうでしょうビデオ」の、「DVD（/BD）第○弾」は「水曜どうでしょうDVD全集」の該当ナンバリングに収録されていることを表す。

### レギュラー放送時（総集編を含む）
| 放送期間                       | タイトル                                                                           | 収録作品              | 備考 |
| ------------------------------ | ---------------------------------------------------------------------------------- | --------------------- | --- |
| 1996年10月9日                  | アーティストインタビュー・アンルイス                                               | なし                  | 『Classic』ではカットされている。 |
| 1996年10月9日                  | サイコロ1 hod Ne                                                                   | VHS第1弾 DVD第2弾     | hodにおいては『水曜どうでしょうプレミア』版を配信。 |
| 1996年10月16日                 | サイコロ1 hod Ne                                                                   | VHS第1弾 DVD第2弾     | hodにおいては『水曜どうでしょうプレミア』版を配信。 |
| 1996年10月23日・30日           | ビシバシステム・コント集 1・2                                                      | なし                  | 『Classic』での放送はない。 |
| 1996年11月6日                  | アーティストインタビュー・堂島孝平                                                 | なし                  | 『Classic』での放送はない。 |
| 1996年11月6日                  | 粗大ごみで家を作ろう hod                                                           | DVD第2弾              | |
| 1996年11月13日                 | 粗大ごみで家を作ろう hod                                                           | DVD第2弾              | |
| 1996年11月27日                 | アーティストインタビュー・嘉門達夫                                                 | なし                  | 『Classic』での放送はない。 |
| 1996年11月27日                 | ビシバシステム・コント集 3                                                         | なし                  | 『Classic』での放送はない。 |
| 1996年12月4日・11日            | 闘痔の旅 hod Ne                                                                    | DVD第2弾              | 『プレミア』版での配信。 |
| 1996年12月18日                 | ビシバシステム・コント集 4                                                         | なし                  | 『Classic』での放送はない。 |
| 1996年12月25日・1997年1月8日   | サイコロ2 〜西日本完全制覇〜 hod Ne                                                | DVD第3弾              | hodにおいては『プレミア』版を配信。 |
| 1997年1月15日                  | ビシバシステム・コント集 5                                                         | なし                  | 『Classic』での放送はない。 |
| 1997年1月22日                  | アーティストインタビュー・GLAY                                                     | なし                  | 『Classic』での放送はない。 |
| 1997年1月29日 - 2月19日        | オーストラリア大陸縦断3,700キロ hod Ne                                             | DVD第3弾              | 『プレミア』版での配信。 |
| 1997年2月26日                  | ビシバシステム・コント集 6                                                         | なし                  | 『Classic』での放送はない。 |
| 1997年3月5日                   | 雅楽戦隊ホワイトストーンズR VS メロンマン                                          | なし                  | 『Classic』での放送はない。 |
| 1997年3月12日                  | ビシバシステム・コント集 7                                                         | なし                  | 『Classic』での放送はない。 |
| 1997年3月19日                  | サイコロの旅 総集編                                                                | なし                  | 『Classic』での放送はない。 |
| 1997年3月26日                  | サイコロの旅2 総集編                                                               | なし                  | 『Classic』での放送はない。 |
| 1997年4月2日 - 23日            | サイコロ3 〜自律神経完全破壊〜（前編） hod Ne                                      | DVD第4弾              | 樋口了一へのアーティストインタビューも敢行（第1夜）。 |
| 1997年4月30日                  | アーティストインタビュー・CHABO                                                    | なし                  | 『Classic』での放送はない。 |
| 1997年5月7日 - 21日            | サイコロ3 〜自律神経完全破壊〜（後編） hod Ne                                      | DVD第4弾              | |
| 1997年5月28日                  | 雅楽戦隊ホワイトストーンズR VS 普通の人                                            | なし                  | 『Classic』での放送はない。 |
| 1997年6月4日                   | アーティストインタビュー・奥居香                                                   | なし                  | 『Classic』での放送はない。 |
| 1997年6月11日・18日            | 宮崎リゾート満喫の旅                                                               | DVD第5弾              | 『Classic』，『プレミア』での放送はない。 |
| 1997年6月25日・7月2日          | アーティストインタビュー・ボーボーズ（大貫亜美、奥田民生、斎藤誠、橘厚也、橘哲也） | なし                  | 『Classic』での放送はない。 |
| 1997年7月9日 - 30日            | 韓国食い道楽サイコロの旅 hod Ne                                                    | DVD第5弾              | Netflixにおいては『プレミア』版を配信。 |
| 1997年8月6日                   | 雅楽戦隊ホワイトストーンズＲ 「さらば、おやっさん」                                | なし                  | 『Classic』での放送はない。 |
| 1997年8月13日 - 9月3日         | 北海道212市町村カントリーサインの旅 Ne                                             | DVD第5弾              | |
| 1997年9月10日                  | 雅楽戦隊ホワイトストーンズＲ 「さらば、黒板五郎」                                  | なし                  | 『Classic』での放送はない。 |
| 1997年9月17日                  | アーティストインタビュー・古内東子＆忌野清志郎                                     | なし                  | 『Classic』での放送はない。 |
| 1997年9月24日                  | 一周年記念特番 あの場面をもう一度                                                  | なし                  | 『Classic』での放送はない。 |
| 1997年10月1日 - 11月26日       | ヨーロッパ21ヵ国完全制覇 hod Ne                                                    | DVD第7弾              | 第1夜・第2夜は15分拡大放送。 配信サイトにおいては『プレミア』版を配信。 |
| 1997年12月3日                  | 未公開シーン!すべて見せますよぉ                                                    | DVD第9弾              | 『Classic』での放送はない。 |
| 1997年12月10日 - 1998年1月14日 | 北海道212市町村カントリーサインの旅II Ne                                           | DVD第9弾              | |
| 1998年1月21日 - 2月11日        | サイコロ4 〜日本列島完全制覇〜 hod Ne                                              | DVD第9弾              | |
| 1998年2月18日・25日            | 第1回水曜どうでしょうカルトクイズ世界大会 hod                                      | なし                  | レギュラー放送の国内企画では唯一の未DVD化。 |
| 1998年3月4日 - 25日            | 東京2泊3日70km                                                                     | DVD第10弾             | |
| 1998年4月1日 - 29日            | マレーシアジャングル探検                                                           | DVD第10弾             | 第1話・4月1日から水曜 23:25 - 23:55の85分繰り上げ放送に変更。 |
| 1998年5月6日・27日             | 桜前線捕獲大作戦                                                                   | DVD第11弾             | 『Classic』での放送はない。 |
| 1998年6月3日 - 17日            | 十勝二十番勝負                                                                     | DVD第11弾             | 『Classic』での放送はない。 |
| 1998年6月24日 - 7月22日        | サイコロ5 〜キング・オブ・深夜バス〜 hod Ne                                        | DVD第11弾             | |
| 1998年8月5日 - 19日            | 香港大観光旅行                                                                     | DVD第12弾             | 『Classic』での放送はない。 |
| 1998年8月26日                  | 門別沖釣りバカ対決                                                                 | DVD第12弾             | |
| 1998年9月2日 - 30日            | 2周年記念!秘蔵VTR 一挙公開!                                                        | なし                  | |
| 1998年10月7日 - 12月2日        | 北極圏突入 〜アラスカ半島620マイル〜                                               | DVD第12弾             | |
| 1998年12月9日 - 1999年1月6日   | 日本全国絵ハガキの旅                                                               | DVD第13弾             | |
| 1998年12月23日                 | シェフ大泉 車内でクリスマス・パーティー                                            | DVD第13弾             | |
| 1999年1月27日・2月3日          | 東北2泊3日生き地獄ツアー                                                           | DVD第13弾             | |
| 1999年2月10日 - 3月3日         | クイズ!試験に出るどうでしょう                                                      | DVD第14弾             | 一部『Classic』放送局では未放送。 |
| 1999年3月10日・31日            | 四国八十八ヵ所                                                                     | DVD第14弾             | |
| 1999年4月7日                   | 釣りバカ対決 氷上わかさぎ釣り対決                                                  | DVD第14弾             | |
| 1999年4月14日 - 6月16日        | アメリカ合衆国横断                                                                 | DVD第15弾             | |
| 1999年6月23日                  | 過去のマル秘映像 一挙公開!                                                         | なし                  | 『Classic』での放送はない。 |
| 1999年6月30日                  | 未公開VTR&NG集一挙放出!!                                                           | なし                  | |
| 1999年7月21日 - 8月18日        | 72時間!原付東日本縦断ラリー                                                        | DVD第16弾             | 一部『Classic』放送局では未放送。 |
| 1999年8月25日 - 9月29日        | シェフ大泉 夏野菜スペシャル hod Ne                                                 | DVD第16弾             | |
| 1999年10月6日 - 12月8日        | ヨーロッパ・リベンジ hod Ne                                                        | DVD第17弾             | 配信サイトにおいては『プレミア』版を配信。 |
| 1999年12月15日                 | ゴールデンスペシャル サイコロ6                                                     | DVD第18弾             | 同日の19:00から（1時間枠）と24:25から（30分枠）で2回放送。 |
| 2000年1月26日・2月2日          | onちゃんカレンダー                                                                 | DVD第18弾             | |
| 2000年2月9日 - 23日            | 30時間テレビの裏側全部見せます!                                                    | DVD第18弾             | |
| 2000年3月1日 - 4月5日          | 試験に出るどうでしょう 石川県・富山県                                              | DVD第19弾             | 最終夜・4月5日から水曜 23:09 - 23:39の16分繰り上げ放送に変更。 |
| 2000年4月12日 - 5月3日         | 四国八十八ヵ所II                                                                   | DVD第19弾             | |
| 2000年5月3日                   | 春を満喫 グルメといで湯 ぶらり京都の旅                                             | DVD第20弾             | 「四国八十八ヵ所II」最終夜の後半で「原付西日本制覇」の導入として放送。 |
| 2000年5月24日 - 6月28日        | 原付西日本制覇                                                                     | DVD第20弾             | 一部『Classic』放送局では未放送。 |
| 2000年7月5日                   | 今世紀最後の水曜どうでしょう                                                       | DVD第20弾             | 一部『Classic』放送局では未放送。 |
| 2000年11月22日                 | ドラマ四国R-14を100倍楽しく見る方法                                                | VHS第2弾 DVD/BD第33弾 | 2000年7月 - 2001年1月の期間は、鈴井が自身の監督作品『man-hole』の撮影のため放送を休止。 その期間はスピンオフ企画としてTEAM NACSが出演するドラマ、その予告番組・メイキング番組が放送された。 いずれも一部『Classic』放送局では未放送。 |
| 2000年11月29日 - 12月20日      | 水曜どうでしょうプロジェクト2000「四国R-14」                                       | VHS第2弾 DVD/BD第33弾 | 2000年7月 - 2001年1月の期間は、鈴井が自身の監督作品『man-hole』の撮影のため放送を休止。 その期間はスピンオフ企画としてTEAM NACSが出演するドラマ、その予告番組・メイキング番組が放送された。 いずれも一部『Classic』放送局では未放送。 |
| 2001年1月24日・31日            | メイキング・オブ・四国R-14                                                         | DVD/BD第33弾          | 2000年7月 - 2001年1月の期間は、鈴井が自身の監督作品『man-hole』の撮影のため放送を休止。 その期間はスピンオフ企画としてTEAM NACSが出演するドラマ、その予告番組・メイキング番組が放送された。 いずれも一部『Classic』放送局では未放送。 |
| 2001年2月7日 - 28日            | リヤカーで喜界島一周                                                               | DVD第21弾             | 一部『Classic』放送局では未放送。 |
| 2001年3月7日・28日             | 釣りバカ対決!わかさぎ釣り2                                                         | DVD第21弾             | |
| 2001年4月4日・11日             | 前枠・後枠傑作選                                                                   | DVD第22弾             | 『Classic』での放送はない。 |
| 2001年4月18日 - 6月6日         | 中米・コスタリカで幻の鳥を激写する!                                                | DVD第22弾             | |
| 2001年6月13日 - 9月5日         | 対決列島 〜甘いもの国盗り物語〜 hod Ne                                             | DVD第23弾             | |
| 2001年9月26日 - 11月7日        | ユーコン川160キロ 〜地獄の6日間〜 hod Ne                                           | DVD第24弾             | 10月3日から水曜 23:15 - 23:45の6分繰り下げ放送に変更。 |
| 2001年11月28日 - 12月12日      | 5周年記念特別企画 札幌～博多 3夜連続深夜バスだけの旅                               | DVD第25弾             | |
| 2002年1月30日 - 3月6日         | 試験に出るどうでしょう 日本史                                                      | DVD第25弾             | |
| 2002年3月27日 - 4月24日        | 四国八十八ヵ所III                                                                  | DVD第26弾             | |
| 2002年5月1日 - 29日            | 日本全国絵ハガキの旅2                                                              | DVD第26弾             | |
| 2002年6月5日・12日             | 一挙公開!!未公開VTR&NG集!                                                          | DVD第27弾             | 『Classic』での放送はない。 |
| 2002年6月19日 - 7月24日        | 釣りバカグランドチャンピオン大会 屋久島24時間耐久魚取り対決                        | DVD第27弾             | |
| 2002年7月31日 - 9月25日        | 原付ベトナム縦断1800キロ hod Ne                                                    | DVD第1弾              | 最終回は「ラスト・ラン1時間スペシャル」と題し、放送枠を1時間に拡大して放送。9月11日・18日は休止。 |

### レギュラー放送終了後
| 放送期間                       | タイトル                                                       | 収録作品     | 備考                                             |
| ------------------------------ | -------------------------------------------------------------- | ------------ | ------------------------------------------------ |
| 2003年1月15日                  | 6年間の事件簿! 今語る!あの日!あの時!                           | DVD第6弾     | 1時間枠の拡大放送。『Classic』での放送はない。   |
| 2003年5月21日                  | プチ復活!思い出のロケ地を訪ねる小さな旅                        | DVD第6弾     | 1時間枠の拡大放送。『Classic』での放送はない。   |
| 2004年5月26日 - 7月7日         | ジャングル・リベンジ hod Ne                                    | DVD第6弾     |                                                  |
| 2005年10月19日 - 12月7日       | 激闘!西表島 hod Ne                                             | DVD第8弾     |                                                  |
| 2007年1月17日 - 3月14日        | ヨーロッパ20ヵ国完全制覇 完結編 hod Ne                         | DVD第28弾    | 配信サイトにおいては『プレミア』版を配信。       |
| 2011年3月2日 - 5月18日         | 原付日本列島制覇 hod Ne                                        | DVD/BD第29弾 |                                                  |
| 2013年10月2日 - 2014年1月8日   | 初めてのアフリカ hod                                           | DVD/BD第32弾 |                                                  |
| 2016年3月30日                  | 新作DVD第24弾発売記念スペシャルトーク 水曜どうでしょうを語ろう | なし         | 『Classic』での放送はない。                      |
| 2019年12月25日 - 2020年3月11日 | 北海道で家、建てます hod Ne                                    | DVD/BD第34弾 | 初回は2夜連続放送。2020年1月1日・1月15日は休止。 |
| 2020年10月28日 - 12月9日       | 21年目のヨーロッパ21ヵ国完全制覇 hod Ne                        | DVD/BD第35弾 |                                                  |
| 2023年8月30日 - 10月4日        | 懐かしの西表島 hod Ne                                          | なし         |                                                  |

## 初期企画
放送開始1年後の1997年10月に「鈴井・大泉の旅企画」のみにシフトするまで前身番組「モザイクな夜V3」での企画を引き継いでいる。殆どが『リターンズ』や『Classic』での放送やDVD化はされていない。企画名は『水曜どうでしょうDVD全集解説』による。
- ビシバシステム・コント集（1996年10月23日・10月30日・11月27日・12月18日、1997年1月15日・2月26日・3月12日放送）

住田隆と布施絵里によるユニット・ビシバシステム出演のコント企画。最終回では番組最低視聴率を記録した。鈴井・大泉は基本的に当企画へ出演せず、前後枠のみ登場だったが、藤村や番組スタイリストの小松江里子が出演している。HTB北海道onデマンドでは「傑作集」として一部を再編集して配信。
- 雅楽戦隊ホワイトストーンズR（1997年3月5日、1998年5月28日・8月6日・9月10日放送） - 『ドラバラ鈴井の巣』DVD「雅楽戦隊ホワイトストーンズ～雅やかな愛の戦士たち～」のシークレット映像にダイジェスト版が収録。

鈴井原作のローカルヒーロー活劇。鈴井（南郷進役）、大泉（麓郷役・山本君役）の他、藤村（HEROのマスター（おやっさん）役）、安田（本郷隆役）、岩村真人（北郷誠役）も出演。堂島孝平がゲスト出演し、田中邦衛の物真似を披露したこともあった。「オーストラリア大陸縦断」の前後枠でもこれに扮して登場した。企画終了後、『ドラバラ鈴井の巣』に引き継がれた。
- アーティスト・インタビュー（1996年10月9日・11月6日・11月20日、1997年1月22日・4月2日・4月30日・6月4日・6月25日・7月2日・9月17日放送）

鈴井・大泉がアーティスト（歌手）とインタビューしたり、トークしたりする企画。ホテルやアーティストの家、AIR-G'などで行われた。アーティストは楽曲（シングル・アルバム）のプロモーションとして出演するため、ギャラは発生せず、旅費もレコード会社が負担するため、番組側の費用がほとんどかからない企画であった。この企画は「水曜どうでしょう」が新番組として立ち上げるときにHTB側が出した唯一の条件だったという。主な出演者としてアン・ルイス、堂島孝平、嘉門達夫、GLAY、樋口了一、仲井戸麗市、奥居香、奥田民生、PUFFY、古内東子、忌野清志郎などがいる。

## 総集編
予算成の都合上、海外企画の前後などに今までの総集編が放送されていた。過去の名シーンを振り返ったり、未公開シーンやNG集などを副調整室で収録する。当初は予算調整のために行われていたが、後期になると「ロケの息抜き」として企画された。
- サイコロの旅 総集編（1997年3月19日放送）
- サイコロ2 総集編（1997年3月26日放送）
- 一周年記念特番 あの場面をもう一度（1997年9月24日放送）

番組開始1年間の総集編。「サイコロ韓国」において“出目の悪さから激昂する大泉”などを放送。この頃から総集編では扮装をするようになった。D陣の話によれば、この企画が収められているテープの劣化が進行していたため、DVD化が見送られた。
- 未公開シーン!全て見せますよぉ（1997年12月3日放送）

「ヨーロッパ21ヵ国完全制覇」での未公開シーンや、「サイコロの旅、運が悪いのはどっちだ」という特別企画があり、白石島の部分で「四国逆戻り」と表記されていたが正しくは岡山県笠岡市である。
- 2周年記念!秘蔵VTR一挙公開!!（1998年9月2日 - 30日放送）

3週にわたり「サイコロ1」から「ヨーロッパ21ヵ国」の名場面を放送。ミスタージャイアンツ・Mr.マリック・ミスタースポックのミスター3部作が初めて披露される。
- 過去のマル秘映像 一挙公開!（1999年6月23日放送）

『水曜どうでしょう』以前に、『週刊Nanだ!Canだ!』、『モザイクな夜V3』などのHTBの番組へ出演した際の鈴井・大泉のVTRや、鈴井・大泉・嬉野雅道ディレクターが出演、藤村忠寿ディレクターが演出担当の、どうでしょう班が初めて集結した『モザイクな夜V3』でのコント「占畑任三郎」が放送された。
また、『ガメラ2 レギオン襲来』における鈴井・大泉の出演シーンも放送。鈴井のミスによって、大泉はクレジットに名前がなかったことが明かされた。また、『ガメラ2』撮影時の鈴井・大泉の2名と、監督を担当した金子修介とのやりとりが話されている。
- 未公開VTR&NG集一挙放出!!（1999年6月30日放送）

「クイズ!試験に出るどうでしょう」と「四国八十八ヵ所」の前枠・後枠のNG集、そして「釣りバカ対決 氷上わかさぎ釣り対決」でカットされた「花板大泉のわかさぎ懐石」と「大泉さんのびっくり誕生会」（それぞれDVD第14弾に収録）を放送。
- 今世紀最後の水曜どうでしょう（2000年7月5日放送）

半年の休止を前にそれぞれの思い出に残る企画から、「マレーシア・ジャングル探検」での“シカ事件”などを振り返る。『リターンズ』でこの企画のエンディングを見た大泉は泣いてしまったらしい。
- 前枠・後枠傑作選（2001年4月4日・11日放送）

「中米・コスタリカで幻の鳥を激写する!」の直前に放送。その名のとおり「前枠・後枠」の傑作選、NG集を放送。2週目では次回からの企画のタイトルを連呼する暴挙に出たがおなじみの掻き消し音が入った。
- 未公開VTR&NG集（2002年6月5日・12日放送）

レギュラーとしては最後の総集編。NG集は主に前枠・後枠。ほかに「原付東日本縦断」のなまはげ版前枠の秘話や「対決列島」のダジャレ未公開シーンなどが放送された。

## 新作DVD第24弾発売記念スペシャルトーク 水曜どうでしょうを語ろう
- 2016年3月30日放送、全1夜。

DVD第24弾『ユーコン川160キロ 〜地獄の6日間〜』の発売を記念して、ゲストに『水曜どうでしょう』が大好きな俳優・渡辺いっけいを迎え、企画の撮影秘話を鈴井とディレクター陣（藤村・嬉野）とで番組の魅力について語り合った。『水曜どうでしょう』としては初めてのスタジオトーク。大泉はスタジオには出演せず、番組の最後に流れたビデオメッセージのみ、VTR出演した。